# Tréogan
Tréogan är en kommun i departementet Côtes-d'Armor i regionen Bretagne i nordvästra Frankrike. Kommunen ligger i kantonen Maël-Carhaix som tillhör arrondissementet Guingamp. År 2022 hade Tréogan 107 invånare.

## Befolkningsutveckling
Antalet invånare i kommunen Tréogan
Referens:INSEE